# Sven Stafström
Sven Erik Gustaf Stafström, född 18 juli 1957 i Köping, är en svensk teoretisk fysiker och ämbetsman.
Sven Stafström studerade på Linköpings universitet, där han tog en grundexamen 1981 och disputerade i fysik 1985 med avhandlingen Conducting Polymers, a Theoretical Study of Disorder Effects in a Model Polymer and Defect States in Polyacetylene. Han blev 2000 professor i teoretisk fysik, från 2001 professor i beräkningsfysik, vid Linköpings universitet. I svenska Fysikersamfundet har han varit ordförande för sektionen Kondenserade materiens fysik.
Han blev tillförordnad generaldirektör för Vetenskapsrådet i december 2013 och har varit generaldirektör för Vetenskapsrådet från maj 2014 till juni 2022. Som generaldirektör på Vetenskapsrådet var han särskilt engagerad i frågor som rör forskningskvalitet, högkvalitativ och effektiv bedömning av ansökningar, vetenskaplig rådgivning, internationellt samarbete och god forskningssed. Ett exempel gällde ett försök med syntetiska hornhinnor gjordes på människor innan det hade testats på djur. Från juli 2022 är Stafström åter verksam vid Linköpings universitet som professor emeritus.
15 juni 2021 blev han ledamot av Kungl. Vetenskapsakademien.